# 니코 & 빈즈
니코 & 빈즈(Nico & Vinz)는 노르웨이의 듀오이다.